# Partido de Acción Democrática (Malasia)
El Partido de Acción Democrática (en malayo: Parti Tindakan Demokratik; en chino: 民主行动党; en tamil: ஜனநாயக செயல் கட்சி; en inglés: Democratic Action Party) conocido simplemente como DAP o PTD, es un partido político malasio multirracial y de centroizquierda avocado a la socialdemocracia, el secularismo, la justicia social, el socioliberalismo, el progresismo y el multirracismo. Es uno de los cuatro miembros de la coalición Pakatan Harapan (Pacto de Esperanza o PH), y desde su fundación en 1965 fue uno de los principales partidos de la oposición malasia al gobierno del Barisan Nasional (1957-2018).
La visión del partido es establecer una socialdemocracia pacífica y próspera que pueda unir a las razas dispares y diversas religiones y culturas, basada en el concepto de una Malasia Malasia (Malaysian Malaysia), y de forjar una raza única malasia basada en valores morales universales, ofreciendo igual acceso y oportunidad, defendiendo el gobierno democrático y el estado de derecho, creando riqueza y distribuyéndola equitativamente, y luchando contra la corrupción.
El DAP suele obtener gran parte de su apoyo de los votantes religiosos seculares y liberales con un electorado estable de los votantes de las grandes ciudades, las regiones costeras, la clase media profesional y la clase trabajadora. El partido tiene como bastiones tradicionales Penang y el Territorio Federal de Kuala Lumpur, aunque cuenta también con preeminencia en Perak, Selangor, Negeri Sembilan, y Johor. En las elecciones federales de 2013, DAP participó en 51 distritos electorales federales y ganó 38 escaños, lo que representa una tasa de victorias del 75%, la más alta entre los principales partidos políticos contendientes. Rompería ese récord en las siguientes elecciones al triunfar en 42 de los 47 distritos donde se presentó, un 89%, obteniendo además un 69.66% de los sufragios válidamente emitidos con respecto a circunscripciones disputadas.
Tras la victoria del Pakatan Harapan en las elecciones de 2018, el DAP forma parte de la coalición de gobierno y además gobierna el estado de Penang con Chow Kon Yeow como Ministro Principal. En el Gobierno Federal de Mahathir Mohamad ocupó seis Ministerios y siete Viceministerios.

## Historia

### Formación
El 11 de octubre de 1965, el DAP fue formado por antiguos miembros del Partido de Acción Popular (PAP), gobernante de Singapur, incluido el miembro del parlamento de Bangsar, Devan Nair, que más tarde se convertiría en presidente de Singapur. El partido se registró oficialmente como un partido socialista democrático el 18 de marzo de 1966. Los diez miembros del comité pro tempore fueron Devan Nair como secretario general, Chen Man Hin (que ganó la circunscripción estatal de Seremban como independiente) como presidente, DP Xavier como asistente del secretario general, Goh Hock Guan como vicepresidente, Seeveratnam Sinnathamby (hermano menor del ministro de Singapur S. Rajaratnam) como tesorero y Zain Azahari bin Zainal Abidin, Chin Chan Sung, Michael Khong Chye Huat, Tan Chong Bee y Too Chee Cheong como miembros.
En agosto de ese año, el órgano oficial del partido, The Rocket, se publicó por primera vez. En el primer Congreso Nacional del DAP celebrado en Setapak, Kuala Lumpur el 29 de julio de 1967, el DAP se declaró "irrevocablemente comprometido con el ideal de una Malasia libre, democrática y socialista, basada en los principios de la igualdad racial y religiosa, justa económica y socialmente, y fundada bajo la institución de la democracia parlamentaria".
En octubre de ese año, el DAP se unió a otros 55 partidos socialistas pertenecientes a la Internacional Socialista (IS) en la Conferencia Internacional de la IS en Zúrich, Suiza. Devan Nair, quien estuvo entre los que fundaron el DAP, más tarde regresó a Singapur. Lee Kuan Yew, entonces primer ministro bajo el gobierno del PAP, explicó en 1981 que "el Gabinete decidió que las relaciones entre Singapur y Malasia siempre se verían afectadas si Devan Nair siguiera siendo líder del DAP. Lo convencí de que regresara".

### Papel opositor entre 1969 y 2008
Su debut electoral fue en las elecciones federales de 1969. De acuerdo con su compromiso con la igualdad, el DAP originalmente hizo campaña contra los privilegios de los Bumiputera, como los que les otorga el Artículo 153 de la Constitución, basándose en el principio de "Malasia Malasia" de Lee Kuan Yew, cuya idea fue transmitida originalmente por el propio Lee al Parlamento: "Malasia, ¿a quién pertenece? A los malasios. ¿Pero quiénes son los malasios? Espero ser, señor presidente, yo. Pero a veces, sentado en esta cámara, dudo si se me permite ser malasio". Con casi el 12% de los votos a nivel nacional, el DAP logró posicionarse como tercera fuerza nacional en cuanto a voto popular detrás del Partido Islámico de Malasia (PAS), y segunda en número de escaños, al lograr 13 contra 77 que obtuvo la Alianza gobernante. Logró también 31 escaños en Asambleas Legislativas Estatales, si bien no logró tomar el control de ningún gobierno. El Partido del Movimiento Popular Malasio (Gerakan), que hizo una campaña similar, también logró buenos resultados. Los comicios de 1969, en los que la Alianza vio en peligro su hegemonía política por primera vez, desataron una serie de manifestaciones de celebración de parte del DAP y Gerakan, en las cuales grupos de chinos se enfrentaron a los malayos, desatando una serie de disturbios raciales que se conocieron como Incidente del 13 de mayo. El gobierno declaró el estado de emergencia y se suspendieron las garantías constitucionales por casi dos años.
Cuando el Parlamento volvió a reunirse, aprobó leyes como la Ley de Sedición que ilegalizó la discusión sobre la derogación de ciertas partes de la Constitución. La mayoría de estos temas tienen que ver con los privilegios de Bumiputra, como el artículo 153. El DAP y el Partido Progresista Popular (PPP) fueron los únicos que votaron en contra de la Ley, que fue aprobada por 125 votos contra 17. Después de las elecciones de 1969, el DAP nunca estuvo cerca de repetir sus éxitos pasados durante los siguientes 38 años. Aunque el DAP seguía siendo un importante partido de oposición, la coalición gobernante se había aferrado sólidamente a sus dos tercios de mayoría parlamentaria. El DAP, sin embargo, continuó haciendo campaña en su plataforma de abolición de los privilegios de Bumiputra, otorgando los mismos derechos a todos los malasios independientemente de su raza y estableciendo un estado socialista democrático en Malasia. Durante la administración de Mahathir Mohamad, en 1987, varios líderes del DAP, incluido el líder de la oposición parlamentaria Lim Kit Siang, fueron detenidos por el gobierno sin juicio durante la Operación Lalang, bajo la acusación de ser una amenaza a la seguridad nacional. En general, se cree que fueron arrestados por protestar por la expansión de la Nueva Política Económica (NEP).
En 1995, el partido dirigió lo que se conoce como la campaña "Robocop" para arrebatar el gobierno estatal de Penang al Barisan Nasional. A pesar de los intentos, la campaña fue un fracaso ya que el partido solo ganó tres escaños parlamentarios y uno estatal. La estrategia fracasó cuando el primer ministro Mahathir, los líderes del BN y los medios criticaron a Lim Kit Siang como una persona "robótica" y "sin alma".
Tras el derrocamiento del vice primer ministro Anwar Ibrahim en septiembre de 1998, y el inicio del movimiento Reformasi, el DAP se unió al Partido Islámico Panmalayo y al recientemente fundado Partido de la Justicia Popular (PKR) en la coalición Barisan Alternatif (Frente Alternativo). Sin embargo, la coalición no funcionó muy bien para el DAP, con dos de sus principales líderes, Lim Kit Siang y Karpal Singh perdiendo sus escaños parlamentarios en las elecciones de 1999; el DAP logró ganar solo el 5% (10 de 193) de los escaños en el Parlamento. PAS se convirtió en el principal partido de oposición en el Parlamento. El compromiso del PAS con lograr el establecimiento de un estado islámico en Malasia forzó la salida del DAP de la coalición en 2001, antes de las siguientes elecciones.
En los comicios de 2004, el DAP logró recuperarse con 12 de los 219 escaños, si bien continuó sufriendo pérdidas en voto popular. El PKR perdió casi todos sus escaños, excepto uno (el de su líder Wan Azizah Wan Ismail) y el PAS perdió 20 de los 27 que había obtenido en 2004. Los comicios marcaron el ocaso del islamismo radical como una oposición viable, y el retorno de Lim Kit Siang como líder de la oposición parlamentaria, al ser el partido opositor con más escaños.
En las elecciones estatales de Sarawak de 2006, el Partido de Acción Democrática ganó 6 de los 12 escaños que disputó y estuvo muy cerca de ganar en otros tres. Hasta entonces, fue la mejor actuación del partido en la historia de las elecciones estatales de Sarawak desde 1979.

### Pakatan Rakyat
En preparación para las elecciones federales de 2008, el PAS, el PKR y el DAP acordaron distribuirse los escaños nuevamente para evitar que el BN se beneficiara de la división opositora. El PAS aceptó renunciar momentáneamente al establecimiento del estado islámico y centrarse únicamente en disputarle el gobierno al oficialismo, a fin de evitar una nueva debacle como la del Barisan Alternatif. A la nueva alianza opositora se la conoció como Pakatan Rakyat (Pacto Popular o PR).
En los comicios, el DAP logró el 13.77% de los votos y 28 escaños, mientras que el PAS logró 23 y el PKR 31. Con 82 escaños, el Pakatan Rakyat tomó el control del 37% del Dewan Rakyat y arrebató al Barisan Nasional la mayoría de dos tercios, que conservaba desde su fundación. En Penang, el DAP logró la mayoría simple triunfando en todos los escaños donde se presentó y formó gobierno con el hijo de Lim Kit Siang, Lim Guan Eng, como Ministro Principal. Lim Kit Siang reconoció que el resultado lo sorprendió particularmente, y destacó que el resultado no se debía solo a la fortaleza opositora sino a la voz del pueblo malasio haciéndose oír.
En las elecciones estatales de Sarawak de 2011, el DAP aumentó sus ganancias de las elecciones anteriores, ganando 12 de los 70 escaños de la Asamblea Legislativa Estatal, con el Pakatan Rakyat obteniendo un total de 15 escaños estatales y el 41% del voto popular. En las elecciones federales de 2013, el Barisan Nasional tuvo su peor resultado al verse superado en número de votos por el Pakatan Rakyat, conservando el gobierno gracias al gerrymandering. En dicha elección el DAP registró el mayor porcentaje de victorias con respecto a escaños disputados de todas las fuerzas políticas participantes, triunfando en 38 de los 51 escaños donde presentó candidatos (75%).
A pesar de su enorme ascenso, el Pakatan Rakyat colapsó y se disolvió repentinamente en 2015. El PAS había presentado un proyecto de ley que buscaba implementar el "hudud" (código penal islámico), algo que el DAP y el PKR (ambos de naturaleza multirreligiosa y secular) rechazaron de plano. El PAS emitió una moción para cortar relaciones con el DAP, a lo que este respondió que el Pakatan Rakyat "había dejado de existir".

### Victoria electoral y participación en el gobierno
De este modo, el 22 de septiembre de 2015, el PKR y el DAP formaron una nueva coalición, el Pakatan Harapan (Pacto de Esperanza), a la que se unió el Partido de la Confianza Nacional (AMANAH), una escisión del sector más progresista del PAS que prefirió permanecer junto al DAP y el PKR. En las elecciones estatales de Sarawak de 2016, la división opositora se hizo notar, y el DAP, dentro del Pakatan Harapan, recibió solo 7 escaños. El 12 de febrero de 2017, cuatro diputados del DAP (Sim Tong Him, Goh, Lim Jack Wong y Chin Choong Seong) abandonaron el partido y se convirtieron en independientes, citando desconfianza en el liderazgo del DAP.
Dos días más tarde, sin embargo, el Pakatan Harapan se fortaleció enormemente con la incorporación del Partido Indígena Unido de Malasia, liderado por el ex primer ministro Mahathir Mohamad, a la coalición. En las elecciones federales de 2018, el Pakatan Harapan triunfó históricamente sobre el Barisan Nasional al lograr mayoría absoluta con el 47.92% del voto popular y 113 de los 222 escaños, recibiendo además 8 escaños de un pacto político con el Partido del Patrimonio de Sabah (WARISAN). Dentro de la coalición, el DAP obtuvo 42 de los 47 escaños donde presentó candidatos y el 17.38% del voto popular, llegando a ser la segunda fuerza política individual más votada después de la UMNO (21.10%), pero la tercera en número de escaños detrás del PKR (que obtuvo 47) y la UMNO (55). De este modo, el DAP pasó a formar parte, por primera vez en su historia, del oficialismo federal.
Junto con todos los miembros de la coalición, Lim Guan Eng y sus colegas asumieron el rol de ministros en el gabinete recién formado. Lim se convirtió en el ministro de Finanzas del actual gobierno cuando Mahathir anunció sus diez puestos ministeriales. Se convirtió de este modo en el primer chino étnico en ejercer el cargo de Ministro de Finanzas de Malasia en cuarenta y cuatro años, siendo el antecedente más cercano Tan Siew Sin (de la Asociación China de Malasia) entre 1959 y 1974.

## Resultados electorales
|  | 11.95 % |

|  | 53.43 % |

|  | 18.32 % |

|  | 19.13 % |

|  | 38.03 % |

|  | 19.58 % |

|  | 21.09 % |

|  | 17.61 % |

|  | 11.96 % |

|  | 12.53 % |

|  | 9.90 % |

|  | 39.55 % |

|  | 13.77 % |

|  | 56.92 % |

|  | 15.71 % |

|  | 64.89 % |

|  | 17.38 % |

|  | 69.66 % |